# Wadym Kołesniczenko
Wadym Wasylowycz Kołesniczenko, ukr.  Вадим Васильович Колесніченко (ur. 21 marca 1958 w Humaniu) – ukraiński polityk, z wykształcenia agronom i prawnik. Po 2014 separatysta rosyjski, który poparł aneksję Krymu przez Rosję i zrezygnował w obywatelstwa Ukrainy, przyjmując obywatelstwo rosyjskie na anektowanym przez Rosję Krymie.
W 1980 ukończył studia w Instytucie Gospodarstwa Wiejskiego w Humaniu z dyplomem agronoma.  Następnie kierownik kołchozu  w obwodzie wołyńskim i  I sekretarz Komitetu Miejskiego Komsomołu   we Włodzimierzu Wołyńskim. Po  odbyciu służby  wojskowej  (1982-84) osiedlił się na Krymie.  Od czerwca 1986 do 1989 oficer operacyjny wydziału do walki z kradzieżą mienia socjalistycznego Urzędu Spraw Wewnętrznych w Jałcie. Od 1989  instruktor  w aparacie Komunistycznej Partii Ukrainy, od  października 1989 przewodniczący komisji kontroli Komitetu Miejskiego Komunistycznej Partii Ukrainy w Jałcie.
W latach 1987–1992 studiował prawo w Charkowskim Instytucie Prawniczym im. Dzierżyńskiego (ukr. Харківський юридичний інститут ім. Дзержинського). Od marca 1992 do czerwca 2003 prawnik w przedsiębiorstwach prywatnych w Autonomicznej Republice Krymu. 
Od kwietnia 2001 członek Partii Regionów, od czerwca 2003 wiceprzewodniczący do spraw ideologii i samorządności lokalnej w miejskiej organizacji Partii Regionów w Sewastopolu.
W latach 2006–2014 deputowany do Rady Najwyższej Ukrainy  z  Partii Regionów, do 2014 wiceprzewodniczący frakcji parlamentarnej Partii Regionów w Radzie Najwyższej.  Polityk orientacji prorosyjskiej. Jego okręgiem wyborczym był Sewastopol, w 2012 uzyskał tam mandat w okręgu większościowym.
W lipcu 2013 był (obok  Petra Symonenki - I sekretarza Komunistycznej Partii Ukrainy) inicjatorem  listu  148 deputowanych Rady Najwyższej Ukrainy z Partii Regionów  i  Komunistycznej Partii Ukrainy do Sejmu RP z apelem o formalne uznanie rzezi wołyńskiej za ludobójstwo. Apel został przesłany na ręce marszałka Sejmu Ewy Kopacz 5 lipca 2013. Z inicjatywy Jana  Niewińskiego, przewodniczącego Kresowego Ruchu Patriotycznego, Ogólnopolski Komitet Budowy Pomnika Ofiar Ludobójstwa dokonanego przez OUN-UPA nadał wówczas Kołesniczence Krzyż Pamięci Ofiar Ludobójstwa OUN-UPA, który wręczono mu podczas jego wizyty w Warszawie.
W czasie protestów Euromajdanu,  w styczniu 2014 był współautorem  uchwalonych 16 stycznia 2014 przez Radę Najwyższą    tzw. ustaw dyktatorskich, czyli zbioru ustaw, mających na celu ograniczenie wolności słowa i zgromadzeń,  m.in.  zaostrzających odpowiedzialność karną za udział w  demonstracjach niezgodnych z tymi ustawami. Ustawy te, zarówno co do ich materii, jak i formy przyjęcia ich przez parlament, były powszechnie krytykowane przez opozycję, organizacje obrony praw człowieka jak Transparency International czy Freedom House oraz Unię Europejską i USA, spowodowały wzmożenie fali protestów w Kijowie i zostały anulowane już 28 stycznia 2014.
Po protestach Euromajdanu  i  odsunięciu  od władzy Wiktora Janukowycza  i Partii Regionów  w  marcu  2014 zawiesił członkostwo w Partii Regionów, następnie zrzekł się mandatu deputowanego. Po  zajęciu Krymu przez armię rosyjską  i  aneksji Autonomicznej Republiki Krymu  przez  Federację Rosyjską przyjął obywatelstwo Federacji Rosyjskiej i wstąpił do kierowanej przez Dmitrija Rogozina rosyjskiej  partii nacjonalistyczno-socjalistycznej Rodina (pol. Ojczyzna). W wywiadzie z marca 2014 Kołesniczenko oświadczył, że rezygnuje z działalności politycznej i ma zamiar prowadzić fermę hodowli kóz.
W 2012 Timothy Snyder zarzucił Kołesniczence plagiat jednego ze swoich artykułów i zażądał publicznie wycofania z dystrybucji książki Kołesniczenki, w której się znajdował. W 2013 roku naruszanie praw autorskich zarzucił Kołesniczence również John-Paul Himka.
Żona – Lilija Makedon (ur. 1976), syn Wsewołod (ur. 2006).
Odznaczony Orderem Przyjaźni (Rosja) i Medalem Puszkina (Rosja).